# Copa Interclubes de la Uncaf 2006
La Copa Interclubes de la UNCAF 2006 fue la 25.ª edición de la competición y la 8.ª temporada desde que se renombró a Copa Interclubes, organizada por la Unión Centroamericana de Fútbol (UNCAF) y que sirvió de clasificatorio para la Copa de Campeones de la Concacaf 2007.
El Puntarenas ganó su primer cetro tras vencer a Olimpia en los penales.

## Cuadro de desarrollo
|  | Octavos de final                                           | Octavos de final                                           | Octavos de final                                           | Octavos de final                                           |   |             | Cuartos de final                                                                | Cuartos de final                                                                | Cuartos de final                                                                | Cuartos de final                                                                |  |            | Semifinales                                     | Semifinales                                     | Semifinales                                     | Semifinales                                     |  |                 | Final                                 | Final                                 | Final                                 | Final                                 |  |
|  | 22, 23 y 24 de agosto (ida) 29, 30 y 31 de agosto (vuelta) | 22, 23 y 24 de agosto (ida) 29, 30 y 31 de agosto (vuelta) | 22, 23 y 24 de agosto (ida) 29, 30 y 31 de agosto (vuelta) | 22, 23 y 24 de agosto (ida) 29, 30 y 31 de agosto (vuelta) |   |             | 20, 26 y 27 de septiembre (ida) 27 de septiembre / 3, 4 y 5 de octubre (vuelta) | 20, 26 y 27 de septiembre (ida) 27 de septiembre / 3, 4 y 5 de octubre (vuelta) | 20, 26 y 27 de septiembre (ida) 27 de septiembre / 3, 4 y 5 de octubre (vuelta) | 20, 26 y 27 de septiembre (ida) 27 de septiembre / 3, 4 y 5 de octubre (vuelta) |  |            | 24 y 25 de octubre (ida) 31 de octubre (vuelta) | 24 y 25 de octubre (ida) 31 de octubre (vuelta) | 24 y 25 de octubre (ida) 31 de octubre (vuelta) | 24 y 25 de octubre (ida) 31 de octubre (vuelta) |  |                 | 22 de noviembre (ida) 29 de noviembre | 22 de noviembre (ida) 29 de noviembre | 22 de noviembre (ida) 29 de noviembre | 22 de noviembre (ida) 29 de noviembre |  |
|  |                                                            |                                                            |                                                            |                                                            |   |             |                                                                                 |                                                                                 |                                                                                 |                                                                                 |  |            |                                                 |                                                 |                                                 |                                                 |  |                 |                                       |                                       |                                       |                                       |  |
|  |                                                            |                                                            |                                                            |                                                            |   |             |                                                                                 |                                                                                 |                                                                                 |                                                                                 |  |            |                                                 |                                                 |                                                 |                                                 |  |                 |                                       |                                       |                                       |                                       |  |
|  | Alajuelense                                                | 1                                                          | 2                                                          | 3                                                          |   |             |                                                                                 |                                                                                 |                                                                                 |                                                                                 |  |            |                                                 |                                                 |                                                 |                                                 |  |                 |                                       |                                       |                                       |                                       |  |
|  | Alajuelense                                                | 1                                                          | 2                                                          | 3                                                          |   |             |                                                                                 |                                                                                 |                                                                                 |                                                                                 |  |            |                                                 |                                                 |                                                 |                                                 |  |                 |                                       |                                       |                                       |                                       |  |
|  | Vista Hermosa                                              | 0                                                          | 1                                                          | 1                                                          |   |             |                                                                                 |                                                                                 |                                                                                 |                                                                                 |  |            |                                                 |                                                 |                                                 |                                                 |  |                 |                                       |                                       |                                       |                                       |  |
|  | Vista Hermosa                                              | 0                                                          | 1                                                          | 1                                                          |   | Alajuelense | 0                                                                               | 0                                                                               | 0                                                                               |                                                                                 |  |            |                                                 |                                                 |                                                 |                                                 |  |                 |                                       |                                       |                                       |                                       |  |
|  |                                                            |                                                            |                                                            |                                                            |   | Alajuelense | 0                                                                               | 0                                                                               | 0                                                                               |                                                                                 |  |            |                                                 |                                                 |                                                 |                                                 |  |                 |                                       |                                       |                                       |                                       |  |
|  |                                                            |                                                            | Puntarenas                                                 | 3                                                          | 2 | 5           |                                                                                 |                                                                                 |                                                                                 |                                                                                 |  |            |                                                 |                                                 |                                                 |                                                 |  |                 |                                       |                                       |                                       |                                       |  |
|  | Puntarenas                                                 | 5                                                          | Puntarenas                                                 | 3                                                          | 2 | 5           | 1                                                                               | 6                                                                               |                                                                                 |                                                                                 |  |            |                                                 |                                                 |                                                 |                                                 |  |                 |                                       |                                       |                                       |                                       |  |
|  | Puntarenas                                                 | 5                                                          |                                                            |                                                            |   |             |                                                                                 |                                                                                 |                                                                                 |                                                                                 |  |            |                                                 |                                                 |                                                 |                                                 |  |                 |                                       |                                       |                                       |                                       |  |
|  | Hankook Verdes                                             | 0                                                          | 1                                                          | 1                                                          |   |             |                                                                                 |                                                                                 |                                                                                 |                                                                                 |  |            |                                                 |                                                 |                                                 |                                                 |  |                 |                                       |                                       |                                       |                                       |  |
|  | Hankook Verdes                                             | 0                                                          | 1                                                          | 1                                                          |   |             |                                                                                 |                                                                                 |                                                                                 |                                                                                 |  | Puntarenas | 2                                               | 0                                               | 2                                               |                                                 |  |                 |                                       |                                       |                                       |                                       |  |
|  |                                                            |                                                            |                                                            |                                                            |   |             |                                                                                 |                                                                                 |                                                                                 |                                                                                 |  | Puntarenas | 2                                               | 0                                               | 2                                               |                                                 |  |                 |                                       |                                       |                                       |                                       |  |
|  |                                                            |                                                            | Marquense                                                  | 0                                                          | 0 | 0           |                                                                                 |                                                                                 |                                                                                 |                                                                                 |  |            |                                                 |                                                 |                                                 |                                                 |  |                 |                                       |                                       |                                       |                                       |  |
|  | Marathón                                                   | 2                                                          | Marquense                                                  | 0                                                          | 0 | 0           | 1                                                                               | 3                                                                               |                                                                                 |                                                                                 |  |            |                                                 |                                                 |                                                 |                                                 |  |                 |                                       |                                       |                                       |                                       |  |
|  | Marathón                                                   | 2                                                          |                                                            |                                                            |   |             |                                                                                 |                                                                                 |                                                                                 |                                                                                 |  |            |                                                 |                                                 |                                                 |                                                 |  |                 |                                       |                                       |                                       |                                       |  |
|  | Águila                                                     | 0                                                          | 1                                                          | 1                                                          |   |             |                                                                                 |                                                                                 |                                                                                 |                                                                                 |  |            |                                                 |                                                 |                                                 |                                                 |  |                 |                                       |                                       |                                       |                                       |  |
|  | Águila                                                     | 0                                                          | 1                                                          | 1                                                          |   | Marathón    | 1                                                                               | 0                                                                               | 1                                                                               |                                                                                 |  |            |                                                 |                                                 |                                                 |                                                 |  |                 |                                       |                                       |                                       |                                       |  |
|  |                                                            |                                                            |                                                            |                                                            |   | Marathón    | 1                                                                               | 0                                                                               | 1                                                                               |                                                                                 |  |            |                                                 |                                                 |                                                 |                                                 |  |                 |                                       |                                       |                                       |                                       |  |
|  |                                                            |                                                            | Marquense                                                  | 1                                                          | 1 | 2           |                                                                                 |                                                                                 |                                                                                 |                                                                                 |  |            |                                                 |                                                 |                                                 |                                                 |  |                 |                                       |                                       |                                       |                                       |  |
|  | Marquense                                                  | 3                                                          | Marquense                                                  | 1                                                          | 1 | 2           | 0                                                                               | 3                                                                               |                                                                                 |                                                                                 |  |            |                                                 |                                                 |                                                 |                                                 |  |                 |                                       |                                       |                                       |                                       |  |
|  | Marquense                                                  | 3                                                          |                                                            |                                                            |   |             |                                                                                 |                                                                                 |                                                                                 |                                                                                 |  |            |                                                 |                                                 |                                                 |                                                 |  |                 |                                       |                                       |                                       |                                       |  |
|  | Plaza Amador                                               | 0                                                          | 0                                                          | 0                                                          |   |             |                                                                                 |                                                                                 |                                                                                 |                                                                                 |  |            |                                                 |                                                 |                                                 |                                                 |  |                 |                                       |                                       |                                       |                                       |  |
|  | Plaza Amador                                               | 0                                                          | 0                                                          | 0                                                          |   |             |                                                                                 |                                                                                 |                                                                                 |                                                                                 |  |            |                                                 |                                                 |                                                 |                                                 |  | Puntarenas (p.) | 3                                     | 0                                     | 3 (3)                                 |                                       |  |
|  |                                                            |                                                            |                                                            |                                                            |   |             |                                                                                 |                                                                                 |                                                                                 |                                                                                 |  |            |                                                 |                                                 |                                                 |                                                 |  | Puntarenas (p.) | 3                                     | 0                                     | 3 (3)                                 |                                       |  |
|  |                                                            |                                                            | Olimpia                                                    | 2                                                          | 1 | 3 (1)       |                                                                                 |                                                                                 |                                                                                 |                                                                                 |  |            |                                                 |                                                 |                                                 |                                                 |  |                 |                                       |                                       |                                       |                                       |  |
|  | Real Estelí                                                | 1                                                          | Olimpia                                                    | 2                                                          | 1 | 3 (1)       | 0                                                                               | 1                                                                               |                                                                                 |                                                                                 |  |            |                                                 |                                                 |                                                 |                                                 |  |                 |                                       |                                       |                                       |                                       |  |
|  | Real Estelí                                                | 1                                                          |                                                            |                                                            |   |             |                                                                                 |                                                                                 |                                                                                 |                                                                                 |  |            |                                                 |                                                 |                                                 |                                                 |  |                 |                                       |                                       |                                       |                                       |  |
|  | Saprissa                                                   | 1                                                          | 1                                                          | 2                                                          |   |             |                                                                                 |                                                                                 |                                                                                 |                                                                                 |  |            |                                                 |                                                 |                                                 |                                                 |  |                 |                                       |                                       |                                       |                                       |  |
|  | Saprissa                                                   | 1                                                          | 1                                                          | 2                                                          |   | Saprissa    | 1                                                                               | 0                                                                               | 1                                                                               |                                                                                 |  |            |                                                 |                                                 |                                                 |                                                 |  |                 |                                       |                                       |                                       |                                       |  |
|  |                                                            |                                                            |                                                            |                                                            |   | Saprissa    | 1                                                                               | 0                                                                               | 1                                                                               |                                                                                 |  |            |                                                 |                                                 |                                                 |                                                 |  |                 |                                       |                                       |                                       |                                       |  |
|  |                                                            |                                                            | Victoria                                                   | 0                                                          | 2 | 2           |                                                                                 |                                                                                 |                                                                                 |                                                                                 |  |            |                                                 |                                                 |                                                 |                                                 |  |                 |                                       |                                       |                                       |                                       |  |
|  | San Francisco                                              | 0                                                          | Victoria                                                   | 0                                                          | 2 | 2           | 1                                                                               | 1                                                                               |                                                                                 |                                                                                 |  |            |                                                 |                                                 |                                                 |                                                 |  |                 |                                       |                                       |                                       |                                       |  |
|  | San Francisco                                              | 0                                                          |                                                            |                                                            |   |             |                                                                                 |                                                                                 |                                                                                 |                                                                                 |  |            |                                                 |                                                 |                                                 |                                                 |  |                 |                                       |                                       |                                       |                                       |  |
|  | Victoria                                                   | 1                                                          | 3                                                          | 4                                                          |   |             |                                                                                 |                                                                                 |                                                                                 |                                                                                 |  |            |                                                 |                                                 |                                                 |                                                 |  |                 |                                       |                                       |                                       |                                       |  |
|  | Victoria                                                   | 1                                                          | 3                                                          | 4                                                          |   |             |                                                                                 |                                                                                 |                                                                                 |                                                                                 |  | Victoria   | 2                                               | 0                                               | 2                                               |                                                 |  |                 |                                       |                                       |                                       |                                       |  |
|  |                                                            |                                                            |                                                            |                                                            |   |             |                                                                                 |                                                                                 |                                                                                 |                                                                                 |  | Victoria   | 2                                               | 0                                               | 2                                               |                                                 |  |                 |                                       |                                       |                                       |                                       |  |
|  |                                                            |                                                            | Olimpia                                                    | 2                                                          | 2 | 4           |                                                                                 |                                                                                 |                                                                                 |                                                                                 |  |            |                                                 |                                                 |                                                 |                                                 |  |                 |                                       |                                       |                                       |                                       |  |
|  | Wagiya                                                     | 0                                                          | Olimpia                                                    | 2                                                          | 2 | 4           | 0                                                                               | 0                                                                               |                                                                                 |                                                                                 |  |            |                                                 |                                                 |                                                 |                                                 |  |                 |                                       |                                       |                                       |                                       |  |
|  | Wagiya                                                     | 0                                                          |                                                            |                                                            |   |             |                                                                                 |                                                                                 |                                                                                 |                                                                                 |  |            |                                                 |                                                 |                                                 |                                                 |  |                 |                                       |                                       |                                       |                                       |  |
|  | Municipal                                                  | 2                                                          | 8                                                          | 10                                                         |   |             |                                                                                 |                                                                                 |                                                                                 |                                                                                 |  |            |                                                 |                                                 |                                                 |                                                 |  |                 |                                       |                                       |                                       |                                       |  |
|  | Municipal                                                  | 2                                                          | 8                                                          | 10                                                         |   | Municipal   | 1                                                                               | 0                                                                               | 1                                                                               |                                                                                 |  |            |                                                 |                                                 |                                                 |                                                 |  |                 |                                       |                                       |                                       |                                       |  |
|  |                                                            |                                                            |                                                            |                                                            |   | Municipal   | 1                                                                               | 0                                                                               | 1                                                                               |                                                                                 |  |            |                                                 |                                                 |                                                 |                                                 |  |                 |                                       |                                       |                                       |                                       |  |
|  |                                                            |                                                            | Olimpia                                                    | 1                                                          | 3 | 4           |                                                                                 |                                                                                 |                                                                                 |                                                                                 |  |            |                                                 |                                                 |                                                 |                                                 |  |                 |                                       |                                       |                                       |                                       |  |
|  | Diriangén                                                  | 0                                                          | Olimpia                                                    | 1                                                          | 3 | 4           | 1                                                                               | 1                                                                               |                                                                                 |                                                                                 |  |            |                                                 |                                                 |                                                 |                                                 |  |                 |                                       |                                       |                                       |                                       |  |
|  | Diriangén                                                  | 0                                                          |                                                            |                                                            |   |             |                                                                                 |                                                                                 |                                                                                 |                                                                                 |  |            |                                                 |                                                 |                                                 |                                                 |  |                 |                                       |                                       |                                       |                                       |  |
|  | Olimpia                                                    | 3                                                          | 2                                                          | 5                                                          |   |             |                                                                                 |                                                                                 |                                                                                 |                                                                                 |  |            |                                                 |                                                 |                                                 |                                                 |  |                 |                                       |                                       |                                       |                                       |  |
|  | Olimpia                                                    | 3                                                          | 2                                                          | 5                                                          |   |             |                                                                                 |                                                                                 |                                                                                 |                                                                                 |  |            |                                                 |                                                 |                                                 |                                                 |  |                 |                                       |                                       |                                       |                                       |  |
|  |                                                            |                                                            |                                                            |                                                            |   |             |                                                                                 |                                                                                 |                                                                                 |                                                                                 |  |            |                                                 |                                                 |                                                 |                                                 |  |                 |                                       |                                       |                                       |                                       |  |

### Octavos de final

#### Vista Hermosa - Alajuelense
| 24 de agosto de 2006 | Alajuelense | 1:0 (0:0) | Vista Hermosa | Estadio Alejandro Morera Soto, Alajuela |                           |
|                      | Salazar 70' | Reporte   |               | Árbitro(s): Rolando Vidal               | Árbitro(s): Rolando Vidal |

| 30 de agosto de 2006                    | Vista Hermosa    | 1:2 (0:1) (Global 1:3) | Alajuelense               | Estadio Juan Francisco Barraza, San Miguel |                         |
|                                         | Rene Álvarez 78' | Reporte                | Jiménez 26' · Fonseca 75' | Árbitro(s): José Pineda                    | Árbitro(s): José Pineda |
| LD Alajuelense avanza 3-1 en el global. |                  |                        |                           |                                            |                         |

#### Hankook Verdes - Puntarenas
| 22 de agosto de 2006 | Puntarenas                                                                 | 5:0 (1:0) | Hankook Verdes | Estadio Lito Pérez, Puntarenas |                           |
|                      | Camacho 34' · Macotelo 59' · Bernard 64' (pen.) · Sancho 65' · Barbosa 85' | Reporte   |                | Árbitro(s): René Guerrero      | Árbitro(s): René Guerrero |

| 31 de agosto de 2006                | Hankook Verdes | 1:1 (1:1) (Global 1:6) | Puntarenas | Estadio Norman Broaster, San Ignacio Town               |                                                         |
|                                     | Benavides 13'  | Reporte                | Arnáez 15' | Asistencia: 1,100 espectadores Árbitro(s): Walter López | Asistencia: 1,100 espectadores Árbitro(s): Walter López |
| Puntarenas avanza 6-1 en el global. |                |                        |            |                                                         |                                                         |

#### Águila - Marathón
| 24 de agosto de 2006 | Marathón                         | 2:0 (2:0) | Águila | Estadio Francisco Morazán, San Pedro Sula, Honduras    |                                                        |
|                      | W. Martínez 8' · E. Martínez 29' |           |        | Asistencia: 2,863 espectadores Árbitro(s): Elmar Rodas | Asistencia: 2,863 espectadores Árbitro(s): Elmar Rodas |

| 31 de agosto de 2006              | Águila    | 1:1 (0:1) (Global 1:3) | Marathón       | Estadio Juan Francisco Barraza, San Miguel |                           |
|                                   | Amaya 83' |                        | E. Martínez 9' | Árbitro(s): Carlos Batres                  | Árbitro(s): Carlos Batres |
| Marathón avanza 3-1 en el global. |           |                        |                |                                            |                           |

#### Plaza Amador - Marquense
| 23 de agosto de 2006 | Marquense                        | 3:0 (0:1) | Plaza Amador | Estadio Marquesa de la Ensenada, San Marcos |                            |
|                      | Alegría 31', 51' · Gutiérrez 48' |           |              | Árbitro(s): Ricardo Zelaya                  | Árbitro(s): Ricardo Zelaya |

| 29 de agosto de 2006               | Plaza Amador | 0:0 (Global 0:3) | Marquense | Estadio Rommel Fernández, Ciudad de Panamá            |  |
|                                    |              |                  |           | Asistencia: 200 espectadores Árbitro(s): Joel Aguilar |  |
| Marquense avanza 3-0 en el global. |              |                  |           |                                                       |  |

#### Saprissa - Real Estelí
| 23 de agosto de 2006 | Real Estelí | 1:1 (1:0) | Saprissa  | Estadio Independencia, Estelí |                            |
|                      | Sánchez 22' | Reporte   | Solis 76' | Árbitro(s): Roberto Moreno    | Árbitro(s): Roberto Moreno |

| 29 de agosto de 2006              | Saprissa    | 1:0 (0:0) (Global 2:1) | Real Estelí | Estadio Ricardo Saprissa Aymá, Tibás                       |                                                            |
|                                   | Centeno 53' | Reporte                |             | Asistencia: Sin espectadores Árbitro(s): Lucinio Rodríguez | Asistencia: Sin espectadores Árbitro(s): Lucinio Rodríguez |
| Saprissa avanza 2-1 en el global. |             |                        |             |                                                            |                                                            |

#### Victoria - San Francisco
| 23 de agosto de 2006 | San Francisco | 0:1 (0:1) | Victoria    | Estadio Agustín Muquita Sánchez, La Chorrera |                             |
|                      |               |           | de Souza 4' | Árbitro(s): Edgar Rodríguez                  | Árbitro(s): Edgar Rodríguez |

| 30 de agosto de 2006              | Victoria                           | 3:1 (1:0) (Global 4:1) | San Francisco | Estadio Nilmo Edwards, La Ceiba                         |                                                         |
|                                   | Brooks 19' · Grant 53' · Morán 68' |                        | Gamboa 61'    | Asistencia: 2,407 espectadores Árbitro(s): Vinicio Mena | Asistencia: 2,407 espectadores Árbitro(s): Vinicio Mena |
| Victoria avanza 4-1 en el global. |                                    |                        |               |                                                         |                                                         |

#### Municipal - Wagiya
| 22 de agosto de 2006 | Wagiya | 0:2 (0:1) | Municipal          | Estadio Carl Ramos, Dangriga |                             |
|                      |        |           | Villatoro 12', 72' | Árbitro(s): William Mendoza  | Árbitro(s): William Mendoza |

| 31 de agosto de 2006                | Municipal                                                                       | 8:0 (1:0) (Global 10:0) | Wagiya | Estadio Manuel Felipe Carrera, Ciudad de Guatemala |                           |
|                                     | Villatoro 16', 60', 69', 81' · Albizuris 46' · Motta 55', 74' · Koko 90' (a.g.) |                         |        | Árbitro(s): Donald Campos                          | Árbitro(s): Donald Campos |
| Municipal avanza 10-0 en el global. |                                                                                 |                         |        |                                                    |                           |

#### Diriangén - Olimpia
| 22 de agosto de 2006 | Diriangén     | 0:3 | Olimpia         | Estadio Cacique Diriangén, Diriamba                       |                                                           |
| | Valenzuela 5' |     | Emilio 39', 90' | Asistencia: 2,500 espectadores Árbitro(s): Ricardo Cerdas | Asistencia: 2,500 espectadores Árbitro(s): Ricardo Cerdas |
| Diriangén alineó jugadores inelegibles para el torneo, y la CONCACAF le concedió el triunfo al Olimpia por marcador de 3-0. |               |     |                 |                                                           |                                                           |

| 30 de agosto de 2006             | Olimpia                  | 2:1 (1:1) (Global 5:1) | Diriangén     | Estadio Nacional de Tegucigalpa, Tegucigalpa                    |                                                                 |
|                                  | Palacios 8' · Emilio 72' |                        | Valenzuela 4' | Asistencia: 1,128 espectadores Árbitro(s): Jose Ángel Rodríguez | Asistencia: 1,128 espectadores Árbitro(s): Jose Ángel Rodríguez |
| Olimpia avanza 5-1 en el global. |                          |                        |               |                                                                 |                                                                 |

### Cuartos de final

#### Puntarenas - Alajuelense
| 20 de septiembre de 2006 | Alajuelense | 0:3 (0:1) | Puntarenas                                | Estadio Alejandro Morera Soto, Alajuela |                            |
|                          |             | Reporte   | Camacho 15' · Macotelo 78' · Guerrero 89' | Árbitro(s): Óscar Bardelez              | Árbitro(s): Óscar Bardelez |

| 27 de septiembre de 2006            | Puntarenas                        | 2:0 (1:0) (Global 5:0) | Alajuelense | Estadio Lito Pérez, Puntarenas                           |                                                          |
|                                     | Bernard 26' (pen.) · Macotelo 77' | Reporte                |             | Asistencia: 2,000 espectadores Árbitro(s): Carlos Batres | Asistencia: 2,000 espectadores Árbitro(s): Carlos Batres |
| Puntarenas avanza 5-0 en el global. |                                   |                        |             |                                                          |                                                          |

#### Marquense - Marathón
| 28 de septiembre de 2006 | Marathón    | 1:1 (1:1) | Marquense   | Estadio Francisco Morazán, San Pedro Sula                 |                                                           |
|                          | Segales 38' |           | Alegría 37' | Asistencia: 5,057 espectadores Árbitro(s): Walter Quesada | Asistencia: 5,057 espectadores Árbitro(s): Walter Quesada |

| 3 de octubre de 2006               | Marquense         | 2:1(t.e.) (0:0) (Global 3:2) | Marathón | Estadio Marquesa de la Ensenada, San Marcos              |                                                          |
|                                    | Cayeta 86' (pen.) |                              |          | Asistencia: 7,000 espectadores Árbitro(s): Rolando Vidal | Asistencia: 7,000 espectadores Árbitro(s): Rolando Vidal |
| Marquense avanza 3-2 en el global. |                   |                              |          |                                                          |                                                          |

#### Victoria - Saprissa
| 26 de septiembre de 2006 | Saprissa    | 1:0 (1:0) | Victoria | Estadio Ricardo Saprissa Aymá, Tibás |                         |
|                          | Badilla 27' | Reporte   |          | Árbitro(s): Elmar Rodas              | Árbitro(s): Elmar Rodas |

| 5 de octubre de 2006              | Victoria                 | 2:0 (1:0) (Global 2:1) | Saprissa | Estadio Nilmo Edwards, La Ceiba                           |                                                           |
|                                   | Flores 3' · de Souza 74' | Reporte                |          | Asistencia: 5,384 espectadores Árbitro(s): Roberto Moreno | Asistencia: 5,384 espectadores Árbitro(s): Roberto Moreno |
| Victoria avanza 2-1 en el global. |                          |                        |          |                                                           |                                                           |

#### Olimpia - Municipal
| 27 de septiembre de 2006 | Municipal    | 1:1 (0:0) | Olimpia    | Estadio Mateo Flores, Ciudad de Guatemala                    |                                                              |
|                          | Figueroa 59' |           | Emilio 78' | Asistencia: 5,000 espectadores Árbitro(s): Alejandro Jiménez | Asistencia: 5,000 espectadores Árbitro(s): Alejandro Jiménez |

| 4 de octubre de 2006             | Olimpia                                    | 3:0 (1:0) (Global 4:1) | Municipal | Estadio Nacional de Tegucigalpa, Tegucigalpa            |                                                         |
|                                  | Velásquez 15' · Palacios 79' · Morales 90' |                        |           | Asistencia: 5,370 espectadores Árbitro(s): Joel Aguilar | Asistencia: 5,370 espectadores Árbitro(s): Joel Aguilar |
| Olimpia avanza 4-1 en el global. |                                            |                        |           |                                                         |                                                         |

### Semifinales

#### Marquense - Puntarenas
| 25 de octubre de 2006 | Puntarenas                 | 2:0 (0:0) | Marquense | Estadio Lito Pérez, Puntarenas |                          |
|                       | Rosella 62' · Guerrero 77' | Reporte   |           | Árbitro(s): Joel Aguilar       | Árbitro(s): Joel Aguilar |

| 31 de octubre de 2006                                                             | Marquense | 0:0 (Global 0:2) | Puntarenas | Estadio Marquesa de la Ensenada, San Marcos            |                                                        |
|                                                                                   |           | Reporte          |            | Asistencia: 6,500 espectadores Árbitro(s): José Pineda | Asistencia: 6,500 espectadores Árbitro(s): José Pineda |
| Puntarenas clasifica a la CONCACAF Champions' Cup 2007 al ganar 2-0 en el global. |           |                  |            |                                                        |                                                        |

#### Olimpia - Victoria
| 24 de octubre de 2006 | Victoria                | 2:2 (1:1) | Olimpia        | Estadio Nilmo Edwards, La Ceiba                           |                                                           |
|                       | Torres 10' · Flores 70' |           | Emilio 5', 66' | Asistencia: 7,915 espectadores Árbitro(s): Wálter Quesada | Asistencia: 7,915 espectadores Árbitro(s): Wálter Quesada |

| 31 de octubre de 2006                                                            | Olimpia                   | 2:0 (1:0) (Global 4:2) | Victoria | Estadio Nacional de Tegucigalpa, Tegucigalpa             |                                                          |
|                                                                                  | Palacios 32' · Emilio 73' |                        |          | Asistencia: 4,766 espectadores Árbitro(s): Carlos Batres | Asistencia: 4,766 espectadores Árbitro(s): Carlos Batres |
| Olimpia clasifica a la CONCACAF Champions' Cup 2007 tras ganar 4-2 en el global. |                           |                        |          |                                                          |                                                          |

### Tercer lugar

#### Victoria - Marquense
| 21 de noviembre de 2006 | Marquense                      | 3:0 (2:0) | Victoria | Estadio Marquesa de la Ensenada, San Marcos |                            |
|                         | Priego 5', 37' · Gutiérrez 87' |           |          | Árbitro(s): Wálter Quesada                  | Árbitro(s): Wálter Quesada |

| 28 de noviembre de 2006                                                            | Victoria | 1:1 (1:0) (Global 1:4) | Marquense   | Estadio Nilmo Edwards, La Ceiba                         |                                                         |
|                                                                                    | Morán 2' |                        | Alegría 61' | Asistencia: 1,245 espectadores Árbitro(s): Joel Aguilar | Asistencia: 1,245 espectadores Árbitro(s): Joel Aguilar |
| Marquense clasifica a la CONCACAF Champions' Cup 2007 tras ganar 4-1 en el global. |          |                        |             |                                                         |                                                         |

### Final

#### Olimpia - Puntarenas
| 22 de noviembre de 2006 | Puntarenas                      | 3:2 (1:1) | Olimpia                  | Estadio Lito Pérez, Puntarenas |                           |
|                         | Bernard 43' · Guerrero 70', 90' | Reporte   | Ávila 27' · Palacios 75' | Árbitro(s): Rolando Vidal      | Árbitro(s): Rolando Vidal |

| 29 de noviembre de 2006 | Olimpia                             | 1:0 (1:0) (1:3 p.)(Global 3:3) | Puntarenas                 | Estadio Nacional de Tegucigalpa, Tegucigalpa |                           |
|                         | Emilio 14'                          | Reporte                        |                            | Árbitro(s): Carlos Batres                    | Árbitro(s): Carlos Batres |
|                         |                                     | Tiros desde el punto penal     |                            |                                              |                           |
|                         | - Tosello - Cruz - Yalet - Figueroa |                                | - Sánchez - Wong - Rosella |                                              |                           |

#### Final - vuelta
|            | Guardameta     | Noel Valladares        |     |
|            | Defensa        | Edwin Ávila            |     |
|            | Defensa        | José Francisco Arévalo | 89' |
|            | Defensa        | Maynor Figueroa        |     |
|            | Defensa        | Rony Morales           | 73' |
|            | Centrocampista | Sergio Mendoza         |     |
|            | Centrocampista | Wilfredo Barahona      |     |
|            | Centrocampista | Wilson Palacios        |     |
|            | Centrocampista | Nahún Ávila            | 90' |
|            | Delantero      | Juan Manuel Cárcamo    |     |
|            | Delantero      | Luciano Emílio         |     |
| Entrenador | Entrenador     | Flavio Ortega          |     |

|            | Guardameta     | Shane Orio          |     |
|            | Defensa        | Rafael Núñez        |     |
|            | Defensa        | Roberto Wong        |     |
|            | Defensa        | Sherman Vásquez     |     |
|            | Defensa        | Greivin Portuguez   |     |
|            | Centrocampista | Max Sánchez         |     |
|            | Centrocampista | Michael Barrantes   |     |
|            | Centrocampista | Kevin Sancho        | 90' |
|            | Delantero      | Kurt Bernard        |     |
|            | Delantero      | Jorge Rosales Godoy | 77' |
|            | Delantero      | Jorge Barbosa       | 63' |
| Entrenador | Entrenador     | Luis Diego Arnáez   |     |

|  | Centrocampista | Danilo Tosello   | 73' |
|  | Centrocampista | Juan Pedro Yalet | 89' |
|  | Defensa        | Arnold Cruz      | 90' |

|  | Delantero      | Vicente Rocela  | 63' |
|  | Centrocampista | Carlos Espinoza | 77' |
|  | Delantero      | Álvaro Guerrero | 90' |

| Anotado | 12' | Luciano Emilio | 1 - 0 |

| Danilo Tosello   | Fallo de penal (fuera)  | 0 : 0 |                  |                 |
|                  |                         | 0 : 1 | Acierto de penal | Max Sánchez     |
|                  |                         |       |                  |                 |
| Arnold Cruz      | Acierto de penal        | 1 : 1 |                  |                 |
|                  |                         | 1 : 2 | Acierto de penal | Roberto Wong    |
| Juan Pedro Yalet | Fallo de penal (parado) | 1 : 2 |                  |                 |
|                  |                         | 1 : 3 | Acierto de penal | Álvaro Guerrero |
| Maynor Figueroa  | Fallo de penal (fuera)  | 1 : 3 |                  |                 |

| Otorgado · Otorgado otra vez · Expulsado | 69' | Michael Barrantes |

| Árbitro             | Carlos Batres    |
| Árbitros asistentes | Rodolfo González |
| Árbitros asistentes | Ariel Méndez     |

|            | Guardameta     | Noel Valladares        |     |
|            | Defensa        | Edwin Ávila            |     |
|            | Defensa        | José Francisco Arévalo | 89' |
|            | Defensa        | Maynor Figueroa        |     |
|            | Defensa        | Rony Morales           | 73' |
|            | Centrocampista | Sergio Mendoza         |     |
|            | Centrocampista | Wilfredo Barahona      |     |
|            | Centrocampista | Wilson Palacios        |     |
|            | Centrocampista | Nahún Ávila            | 90' |
|            | Delantero      | Juan Manuel Cárcamo    |     |
|            | Delantero      | Luciano Emílio         |     |
| Entrenador | Entrenador     | Flavio Ortega          |     |

|            | Guardameta     | Shane Orio          |     |
|            | Defensa        | Rafael Núñez        |     |
|            | Defensa        | Roberto Wong        |     |
|            | Defensa        | Sherman Vásquez     |     |
|            | Defensa        | Greivin Portuguez   |     |
|            | Centrocampista | Max Sánchez         |     |
|            | Centrocampista | Michael Barrantes   |     |
|            | Centrocampista | Kevin Sancho        | 90' |
|            | Delantero      | Kurt Bernard        |     |
|            | Delantero      | Jorge Rosales Godoy | 77' |
|            | Delantero      | Jorge Barbosa       | 63' |
| Entrenador | Entrenador     | Luis Diego Arnáez   |     |

|  | Centrocampista | Danilo Tosello   | 73' |
|  | Centrocampista | Juan Pedro Yalet | 89' |
|  | Defensa        | Arnold Cruz      | 90' |

|  | Delantero      | Vicente Rocela  | 63' |
|  | Centrocampista | Carlos Espinoza | 77' |
|  | Delantero      | Álvaro Guerrero | 90' |

| Anotado | 12' | Luciano Emilio | 1 - 0 |

| Danilo Tosello   | Fallo de penal (fuera)  | 0 : 0 |                  |                 |
|                  |                         | 0 : 1 | Acierto de penal | Max Sánchez     |
|                  |                         |       |                  |                 |
| Arnold Cruz      | Acierto de penal        | 1 : 1 |                  |                 |
|                  |                         | 1 : 2 | Acierto de penal | Roberto Wong    |
| Juan Pedro Yalet | Fallo de penal (parado) | 1 : 2 |                  |                 |
|                  |                         | 1 : 3 | Acierto de penal | Álvaro Guerrero |
| Maynor Figueroa  | Fallo de penal (fuera)  | 1 : 3 |                  |                 |

| Otorgado · Otorgado otra vez · Expulsado | 69' | Michael Barrantes |

| Árbitro             | Carlos Batres    |
| Árbitros asistentes | Rodolfo González |
| Árbitros asistentes | Ariel Méndez     |

|                                      |
| Bandera de Costa Rica                |
| Campeón Puntarenas F. C. 1.er título |